# Naffie Janha

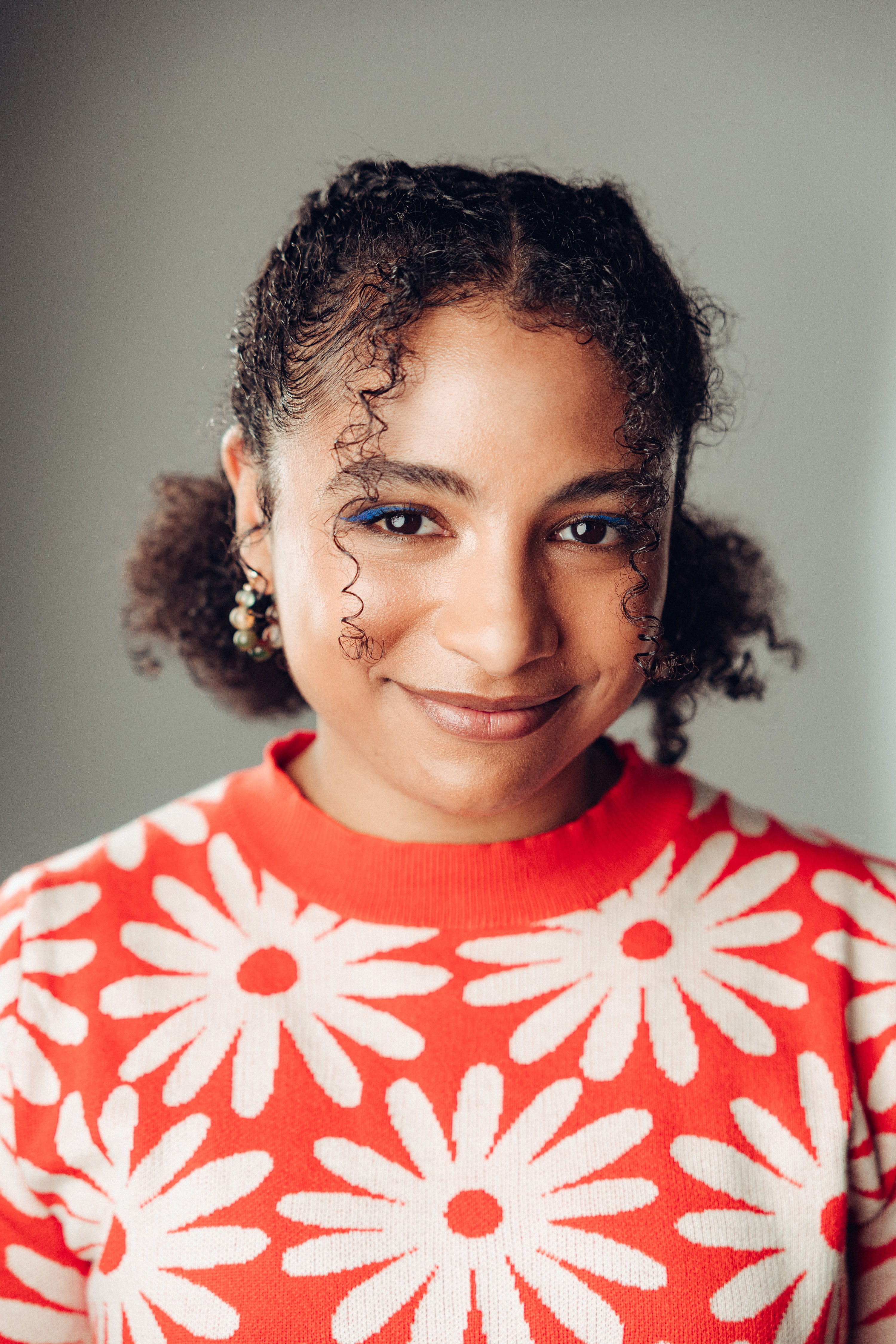
Naffie Janha (2023). Foto: Joel Heyd

Naffie Janha (geb. 17. Dezember 1996 in Duisburg) ist eine deutsche Bühnen- und Filmschauspielerin, sowie Hörspielsprecherin.

## Ausbildung und künstlerische Laufbahn
Naffie Janha wuchs im Ruhrgebiet auf und sammelte erste Bühnenerfahrungen im Jugendclub des Stadttheaters Duisburg. 2018 begann sie ihr Schauspielstudium an der Filmuniversität Babelsberg Konrad Wolf, das sie 2022 abschloss.
Nach einem Gastengagement am Hessischen Staatstheater Wiesbaden (2021) trat Janha in der Spielzeit 2021/2022 ihr erstes Festengagement am Staatstheater Darmstadt an. Dort wurde sie mit Produktionen zur Woche junger Schauspieler*innen in Bensheim und dem Heidelberger Stückemarkt eingeladen und gewann bei den Hessischen Theatertagen.
Seit der Spielzeit 2023/2024 ist Janha festes Ensemblemitglied am Residenztheater München. Sie arbeitete u. a. mit Regisseur*innen wie Claus Peymann, Miloš Lolić, Anna Karasińska und Luise Voigt zusammen. Zu ihren wichtigsten Rollen zählen Hedwig in „Die Wildente“, Yvonne in „Yvonne, Prinzessin von Burgund“ und Auftritte in „Die Gewehre der Frau Carrar / Würgendes Blei“. Letztgenannte Inszenierung wurde zum 62. Berliner Theatertreffen 2025 eingeladen und als Aufzeichnung in der Reihe "Starke Stücke" im Fernsehsender 3sat ausgestrahlt und ist zudem in der 3sat-Mediathek abrufbar.
Janha wirkte in mehreren Kurzfilmen und Filmprojekten mit, darunter „Pflege“ (2020, Regie: Matías Boettner) und „0 Minuten Wartezeit“ (2019, Regie:Jens Georg). Auch im Fernsehen war sie u. a. in „Szene Report“ zu sehen.
Janha ist Mitglied im Bundesverband Schauspiel (BFFS), im Ensemble Netzwerk und der Genossenschaft Deutscher Bühnen-Angehöriger (GDBA).

## Theater (Auswahl)

### Stadttheater Duisburg (Jugendclub "Spieltrieb")
- 2016: Mädchen wie die (als Mädchen / Mädchen im kurzen 20er-Jahre-Kleid). Von Katharina Böhrke und Ensemble. Inszenierung: Katharina Böhrke

### Filmuniversität Babelsberg
- 2019: Kinder der Sonne (als Jelena Nikolajewna). Von Maxim Gorki. Inszenierung: Ines Bartholomäus
- 2020: No Body Online (Ensemble). Von Robert Lehniger und Ensemble Inszenierung: Robert Lehniger
- 2020: Judith (als Ephraim). Von Friedrich Hebbel. Inszenierung: Kathrin Wehlisch
- 2020: Der eingebildete Kranke (als Angélique). Von Molière. Inszenierung: Lisa Arnold

### Hessisches Staatstheater Wiesbaden
- 2021: W 183 - Inside Westend (als Yorda). Von Adewale Teodros Adebisi und Ensemble. Inszenierung: Adewale Teodros Adebisi[10]

### Staatstheater Darmstadt
- 2022: Identitti (als Nivedita). Von Mithu Sanyal. Inszenierung: Salome Dastmalchi[11]
- 2022: Drei Kameradinnen (als Hani). Von Golda Barton nach Shida Bazyar. Inszenierung: Isabelle Redfern
- 2022: Scrooge oder Weihnachten vergisst man nicht (als Licht). Von Martin Baltscheit nach der Weihnachtsgeschichte von Charles Dickens. Inszenierung: Eike Hannemann
- 2023: Jedermann ist niemand und niemand ist Jedermann (als Jedermann, Armer Nachbar, Dünner Vetter, Tod, Vater). Ein Meta-Mysterienspiel von Kieran Joel nach Hugo von Hofmannsthal (UA). Inszenierung: Kieran Joel
- 2023: Die unglaubliche Geschichte von der Riesenbirne (als Mika). Live-Hörspiel von Eike Hannemann nach Jakob Martin Strid. Inszenierung: Eike Hannemann

### Residenztheater München
- 2023: Minetti – Ein Portrait des Künstlers als alter Mann (als Ein Mädchen). Von Thomas Bernhard. Inszenierung: Claus Peymann[12]
- 2023: Yvonne, Prinzessin von Burgund (als Yvonne). Von Witold Gombrowicz. Inszenierung: Miloš Lolić[13]
- 2023: Welt/Bühne – Das gelobte Land: Szenische Lesung. Von Asiimwe Deborah Kawe. Einrichtung: Fabiola Kuonen[14]
- 2024: Die Kopenhagen-Trilogie (alsTove I / Meine Freundin Nina). Nach Tove Ditlevsen, für die Bühne bearbeitet von Tom Silkeberg. Inszenierung: Elsa-Sophie Jach[15][16][17]
- 2024: Die Wildente (als Hedwig, ihre Tochter). Nach Henrik Ibsen. Inszenierung: Johannes Holmen Dahl[18]
- 2024: Die Gewehre der Frau Carrar / Würgendes Blei (als Manuela / Ein Lindenblatt). Von Bertolt Brecht als Fortschreibung von Björn SC Deigner. Inszenierung: Luise Voigt[19][20][21][22][23]
- 2025: Was ich vergessen habe (diverse Rollen). Von Jürgen Berger und Anna Karasińska. Inszenierung: Anna Karasińska[24]
- 2025: Das Gelobte Land (als Amaka / Kakye). Von Asiimwe Deborah Kawe, Inszenierung: Jakab Tarnóczi[25][26][27][28]
- 2025: Nach Mitternacht (als Sanna). Von Cosmea Spelleken nach dem gleichnamigen Roman von Irmgard Keun. Inszenierung: Cosmea Spelleken[29]

## Hörspiele (Auswahl)
2023: Dhonielle Clayton: The Belles (6 Teile) (Valerie) – Bearbeitung und Regie: Petra Feldhoff (Hörspielbearbeitung – WDR)
Quelle: ARD-Hörspieldatenbank

## Ehrungen und Auszeichnungen
- 2023: Nominierung für den Jugendstückepreis beim Heidelberger Stückemarkt für ihre Rolle als Hani in „Drei Kameradinnen“[3]
- 2023: Nominierung bei der Woche junger Schauspieler*innen für ihre Rolle als Hani in „Drei Kameradinnen“
- 2025: Einladung zum Berliner Theatertreffen mit Die Gewehre der Frau Carrar / Würgendes Blei (Residenztheater München)
- 2025: Nominierung für den Förderpreis beim Kurt-Meisel-Preis der Freunde des Residenztheaters e. V.[30]